# Гуриновка (Черниговская область)
Гуриновка (укр. Гуринівка) — село в Корюковском районе Черниговской области Украины. Население 93 человек. Занимает площадь 0,502 км². Расположено на левом берегу ручья Бречица (названия истока реки Бречь).
Код КОАТУУ: 7422481503. Почтовый индекс: 15361. Телефонный код: +380 4657.

## История
Население на 1986 год — 50 человек.
Решением Черниговского областного совета от 29.04.1992 года село снято с учёта Корюковского горсовета и взято на учёт Бречского сельсовета.

## Власть
Орган местного самоуправления — Бречский сельский совет. Почтовый адрес: 15361, Черниговская обл., Корюковский р-н, с. Бречь, ул. Школьная, 9.